# Peter Ahrendt
Peter Ahrendt (Rostock, 2 de fevereiro de 1934 — Fevereiro de 2013) é um velejador alemão, medalhista olímpico. Ele competiu nos Jogos Olímpicos de Verão de 1964 na classe Dragon e conquistou a medalha de prata, ao lado de Wilfried Lorenz e Ulrich Mense, como representantes da Equipe Alemã Unida.
Ahrendt foi titular no SC Empor Rostock. Aos 73 anos, ele participou da BMW Sailing Cup em 2007. No final de 2020, a medalha olímpica foi colocada em leilão como parte de uma campanha de apoio aos candidatos paraolímpicos de Mecklemburgo-Pomerânia Ocidental em Tóquio.